# Telenassa catenarius
Telenassa catenarius är en fjärilsart som beskrevs av Frederick DuCane Godman och Osbert Salvin 1880. Telenassa catenarius ingår i släktet Telenassa och familjen praktfjärilar. Inga underarter finns listade i Catalogue of Life.

## Bildgalleri

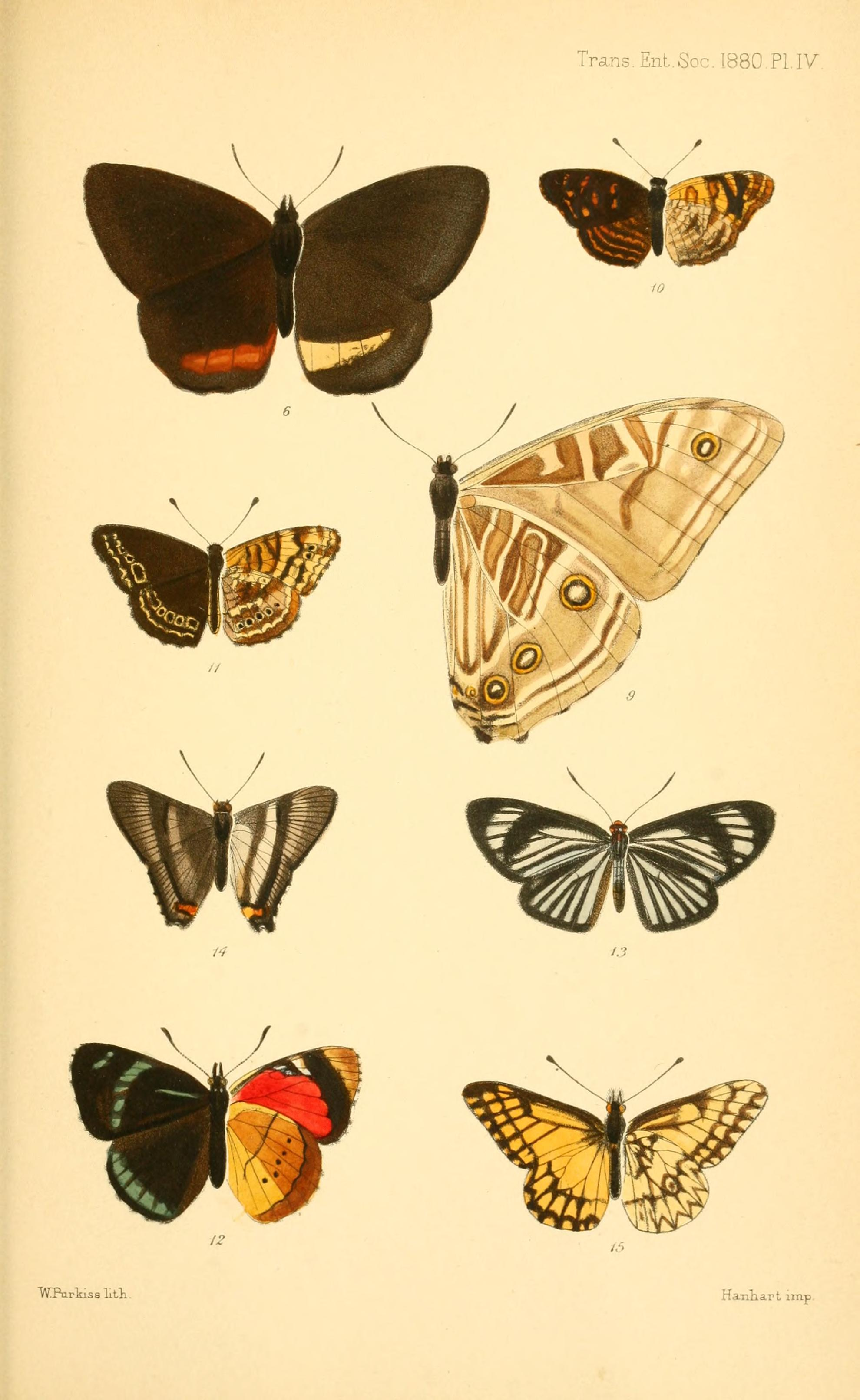